# Кшиштоф Становський
Кшиштоф Становський (пол. Krzysztof Stanowski; 12 квітня 1959, Люблін, Польща) – польський громадський діяч, дипломат та педагог. Дисидент, активний діяч антикомуністичної опозиції та нелегальної профспілки «Солідарність», політв'язень, співзасновник незалежного скаутингу в Польщі. Заступник Міністра закордонних справ Польщі та Міністра національної освіти Польщі. Співзасновник Громадянского комітету солідарності з Україною.

## Життєпис
Кшиштоф Пйотр Становський народився в Любліні. У 1983 р. закінчив історичний факультет Люблінського католицького університету.
На початку 80-х років був співзасновником і членом проводу Незалежного харцерського руху (пол. Niezależny Ruch Harcerski) – першої після II світової війни незалежної скаутської організації у Польщі.
Після впровадження воєнного стану — діяч підпільних структур НСПС «Солідарність», у 1982—1984 роках – член Тимчасової координаційної комісії у Центрально-східному регіоні. Редактор підпільного Незалежного харцерського видавництва та часопису «Братнє слово». Неодноразово репресований та затриманий з політичних мотивів. У період з січня по липень 1984 року заарештований за таємну профспілкову діяльність. Звільнений за амністією.
З жовтня 1988 року очолював Комісію з порозуміння незалежних громад та скаутських організацій. Співзасновник Спілки харцерів Республіки Польща (пол. Związek Harcerstwa Rzeczypospolitej), у 1989—1990 роках — перший керівник, а потім генеральний секретар цієї організації.
З 1989 р. був пов'язаний з фондом «Освіта для демократії» (пол. Fundacja Edukacja dla Demokracji), а в 2001—2007 рр. був його президентом. Автор навчальних програм та публікацій з питань громадянської освіти та роботи неурядових організацій. Провів кілька сотень тренінгів та семінарів у Польщі, Східній Європі, на Закавказзі, у Середній Азії та Монголії. В Україні з початку 90-х співпрацював, зокрема, з Пластом, Товариством Лева, громадськими організаціями кримських татар та Меджлісом кримськотатарського народу. Підтримав створення Федерації польських організацій в Україні.
Був співзасновником «Групи Заграніца» (пол. Grupa Zagranica), яка є федерацією польських неурядових організацій, що діють за межами країни. До листопада 2007 року був заступником голови керівного комітету Світового руху за демократію. З 1999 року – член польського відділу організації «Ашока».
З листопада 2007 р. по квітень 2010 р. – віце-міністр у Міністерстві національної освіти Польщі. У 2008—2010 рр. – заступник голови ради Польсько-німецької співпраці молоді (пол. Polsko-Niemiecka Współpraca Młodzieży). Координатор Європейського року креативності та інновацій 2009 у Польщі. У 2010—2012 роках — віце-міністр закордонних справ, відповідальний, зокрема, за співпрацю для розвитку. Був співавтором законопроєкту про співпрацю для розвитку, прийнятого в 2011 році. Підписант міжсекторної угоди про глобальну освіту. Під час польського головування в Раді ЄС – співініціатор створення Європейського фонду для демократії (анг. European Endowment for Democracy).
У 2012—2017 рр. – президент Фонду міжнародної солідарності (пол. Fundacja Solidarności Międzynarodowej). З 2013 року – співорганізатор польської допомоги Україні, зокрема, підтримки медичних служб Євромайдану, незалежних ЗМІ та внутрішньо переміщених осіб. Автор та ініціатор численних закликів до солідарності з Україною. У 2014 році — співзасновник та член Громадського комітету солідарності з Україною. З 2017 р. – член Групи польсько-українського діалогу, у 2017—2019 рр. – учасник Українсько-польського форуму партнерства. Спільно з Єжи Рейтом є співавтором акції «Полум'я братства». Програмного руху дослідників Спілки харцерів Республіки Польща та української організації «Пласт».

## Нагороди
- 2006 — Офіцерський хрест Ордену Відродження Польщі[5]
- 2012 — Орден Полярної зірки, Монголія[6]
- 2019 – Кавалерський хрест Ордену «За заслуги перед Литвою»[7]
- 2022 – Нагрудний знак «За сприяння війську» Головнокомандувача Збройних Сил України[8][9]
- 2013 – Знак Пошани «Бене Меріто»[10]